# Carnifex barré
Micrastur ruficollis
Espèce
Statut de conservation UICN

 LC  : Préoccupation mineure
Le Carnifex barré (Micrastur ruficollis), ou Carnifex tigré, est une espèce d'oiseaux de la famille des Falconidae.

## Description
Cet oiseau mesure environ 33 cm de longueur pour le mâle et 38 cm pour la femelle. Le dessus du corps est gris sombre uniforme et le dessous finement barré. La cire jaune du bec s'étend jusqu'autour des yeux. Les pattes sont jaunes. La queue est longue. Les ailes courtes et arrondies sont adaptées à la chasse en milieu forestier.
Ses cris d'appel sont des jappements nasillards durant environ 2 s.

## Répartition
Cette espèce vit en Amérique latine tropicale et subtropicale : Costa Rica...

## Alimentation
Cet oiseau consomme des vertébrés de petite taille : reptiles, oiseaux et mammifères. Il capture aussi de gros insectes en suivant les fourmis légionnaires qui les dérangent.